# I cinque draghi d'oro
I cinque draghi d'oro (Five Golden Dragons) è un film del 1967 diretto da Jeremy Summers.